# دانکن فوربس (بازیکن فوتبال)
دانکن اسکات فوربس (انگلیسی: Duncan Scott Forbes؛ زادهٔ ۱۹ ژوئن ۱۹۴۱ - درگذشته ۲۳ اکتبر ۲۰۱۹) یک بازیکن فوتبال اهل اسکاتلند بود.
از باشگاه‌هایی که در آن بازی کرده‌است می‌توان به باشگاه فوتبال کولچستر یونایتد اشاره کرد.